# Södermanlands runinskrifter 220

Runinskrift Sö 220 är den mellersta av tre ristningar på en bergvägg som vetter mot norr och ligger utmed gamla vägen mellan Blista och Sjövik i Sorunda socken, Sotholms härad på Södertörn i Södermanland. 

## Runhällen
Samtliga tre ristningar på runhällen är sannolikt skapade av runmästaren Hägvid. De två andra är Sö 219 och Sö 221. Deras gemensamma namn är Blistahällen. Ornamentiken går i Urnesstil och Sö 220 har en nästan exakt likadan runorm som Sö 219, men saknar däremot det kristna korset. En översättning av runinskriften följer nedan:

## Inskriften
Runsvenska: Kvikr ok ailaifr thair letu haggva märki iftir rothkair fath-r sin go(than)
Nusvenska: Kvick och Eleif de läto hugga märke efter Rodger, sin gode fader